# Горномарийский район
Горномари́йский райо́н (горномар. Кырык мары кымдем, луговомар. Курыкмарий кундем) — административно-территориальная единица и муниципальное образование (муниципальный район) в составе республики Марий Эл Российской Федерации.
Административный центр — город Козьмодемьянск (в состав района не входит).

## География

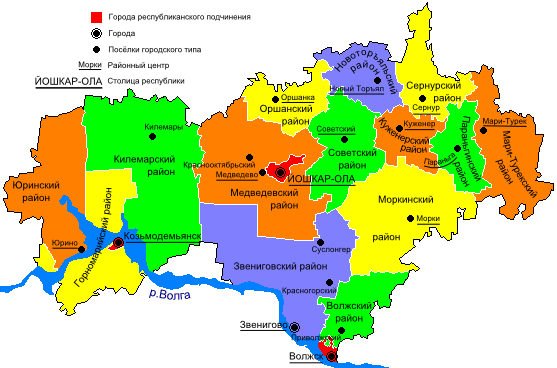
Республика Марий Эл

Горномарийский район расположен на юго-западе республики и граничит с Юринским и Килемарским районами, на западе с Воротынским районом Нижегородской области, на юге с республикой Чувашия. Бо́льшая часть района находится на правобережье Волги («Горной стороне»), часть — на левобережье Волги и Ветлуги.
Площадь района — 1730 км². На его территории функционируют заказники «Васильсурские дубравы» и «Емешевский». Памятники природы: Нагорная дубрава, Кедровая роща, болото Карасьяр, Большеозерское болото, озеро Нужъяр, озеро Карасьяр, болото Волчье, гора Аламнер.
Правобережная часть района («Горная сторона») представляет собой возвышенную неровную и холмистую местность (абсолютной высоты до 204 м), изрезанную малыми реками, впадающими в Волгу: Сура, Сумка, Юнга, Малая Юнга, Сундырь, Большая Сундырка. Заволжская часть («Луговая сторона») представляет собой равнинный однообразный ландшафт. Эта часть района изобилует лесами, озёрами и болотами, малыми реками и речками, впадающими в Волгу.

## История
По истории горных мари, давших имя району, приводятся отрывки из книги «Горномарийский язык» К. Г. Юадарова.
Князь Андрей Курбский, полководец и политик; один из активных сотрудников, а затем противников, Ивана IV, пытаясь осмыслить происходящие на его глазах события, — составил «Историю о великом князе Московском», где имеются и записки о черемисах (с которыми Курбскому случалось скрещивать оружие): «Они жили самостоятельною жизнью», «не были ничьими поданными», «всячески старались сохранить свою политическую самостоятельность».
«Ветлужский летописец» повествует: «в 1114 году Новгородские повольники завоевали у черемис их город Кокшаров (Кäкшäр) на реке Вятке и назвали его Котельничем, а черемисы ушли со своей стороны к Юнге и Ветлуге…» В дальнейшем верхневетлужскими землями владели: с 1247 года — Александр Невский, с 1280 — галичские князья, с 1393 г. — князья Нижегородские. А Нижнее Поветлужье оставалось за луговыми марийцами, как указано на карте от 1497 года. Засурские земли горных мари были колонизированы русскими (преимущественно нижегородцами) ещё до прихода татар, и потом их по старой памяти причисляли к подданным Москвы, подчинившей Нижний Новгород. Ввиду того, что горные черемисы отказывались участвовать в завоевании новых территорий, государь их депортировал.
В то время резиденцией черемисских князей горной стороны было укрепление Цепель (сейчас это окраина посёлка Васильсурск, Нижегородской области).
На территории современного Горномарийского района (у нынешней деревни Юнга-Кушерга) люди поселились около 30—40 тысяч лет назад. Юнго-Кушергская стоянка — это место обитания первобытных охотников на крупных животных: мамонтов и носорогов. По аналогии кремнёвого инвентаря можно предположить, что первобытные люди появились здесь с Дона.
X—XIII вв. — период интенсивного развития торговых отношений марийцев как с соседними, так и с отдалёнными землями. Этому способствовал Волжский торговый путь, связывающий Горномарийский край с разными областями, в том числе и с Волжской Булгарией, которая оказала большое политическое и экономическое влияние на народы Прикамья и Среднего Поволжья, в том числе и на марийцев (хотя на территории Марийского правобережья не было крупных булгарских городищ).
В X—XI вв. сложилась устойчивая территория расселения марийцев. К этому времени они прочно освоили правый (горный) и левый (луговой) берега р. Волги. Выделились две территориальные группы: горные и луговые. В XIII—XIV вв. связь между ними стала ослабевать. Это объяснялось в том числе и тем, что горная часть Марийского края с XV века находилась под влиянием Московского княжества, а луговая — Казанского ханства. В XV—XVI вв. уже чётко фиксировались две группы марийцев.
В середине XVI века территория Марийского правобережья вошла в состав Российского государства.
В конце XVI — начале XVII веков в крае (в г. Козьмодемьянске и населённых пунктах, где преобладало русское население) появились первые православные храмы. В XVIII веке, в связи с христианизацией местного населения, строительство православных церквей наблюдалось повсеместно.
По губернской реформе Петра I была учреждена Казанская губерния, куда вошёл и Козьмодемьянский уезд. А часть территории современного Горномарийского района вошла в состав Нижегородской губернии.
В 1786 году в России был опубликован «Устав народных училищ». На основании устава в 1791 году открылось первое в Марийском крае Козьмодемьянское училище. В 1818 году Козьмодемьянское малое народное училище было преобразовано в уездное училище и приходское училище (второй класс был обращён в уездное училище, а первый — в приходское). В начале XIX века в уезде стали появляться общественные и частные школы. В 1812 году священник с. Пертнуры Козьмодемьянского уезда А. Альпидовский открыл школу в своём доме и сам обучал марийских детей на родном языке. В 1824 г. священник с. Малый Сундырь открыл начальную школу. В 1860—1861 гг. было открыто значительное количество общественных приходских школ, но просуществовали они очень недолго и были закрыты из-за недостатка средств на их содержание. Учебных заведений в уезде в XIX веке насчитывалось немало, в том числе в г. Козьмодемьянске — пять: городское трёхклассное училище (1791), женское училище (1862), черемисская женская школа Братства св. Гурия при монастыре (1876), две мужские церковно-приходские школы (1885 и 1888). При городском трёхклассном училище имелась метеорологическая станция, открытая 1 июля 1886 года.
В 1861 году в Козьмодемьянске была открыта первая в Марийском крае стационарная лечебница. Весь уезд был разделён на три медицинских участка: первый и второй составили Козьмодемьянский с центром в г. Козьмодемьянске, а третий — Больше-Сундырский с центром в с. Большой Сундырь. До 1897 года в уезде организовали три приёмных покоя. К 1880 году Козьмодемьянская больница располагала 32 койками. В 1893 году в г. Козьмодемьянске начала работу земская аптека со свободной продажей лекарств. В 1897 году здесь же открыли первую в истории Марийского края бактериологическую лабораторию.
В географических описаниях XIX века данный район, представляющий собой возвышенный правый берег р. Волги, по естественным условиям был наиболее благоприятным для поселения и занятия сельским хозяйством. В 1890 году плотность населения Горной стороны составляла 43,13 чел. на 1 кв. версту.
По замечанию земской комиссии (XIX век), «как на характерную особенность особенно бывших государственных русских крестьян следует указать здесь на их привычку селиться возле берегов р. Волга вблизи города (Козьмодемьянска). В Козьмодемьянском уезде все посёлки, расположенные по правому и левому берегу Волги вблизи города Козьмодемьянска, населены исключительно русскими». Таковой была наиболее «русская» Козьмодемьянская волость, в которой сосредотачивалось 66 % всего русского населения уезда. Марийское население составляло абсолютное большинство в Большеюнгинской и Виловатовражской волостях Горной стороны (99 %).
В XIX веке в хозяйственно-экономическом отношении район был исконно-земледельческим, но со всё возраставшим значением крестьянских промыслов, дававших местному населению основную массу денежных средств. Местное русское население не столько занималось земледельческим трудом, сколько промышленным — лесными заработками и отхожими промыслами в низовьях р. Волги. Марийцы старались держать больше скота, особенно лошадей. Поэтому у малосостоятельных в целом марийцев рабочего скота было больше, чем у русских.
Среди населения Козьмодемьянского уезда были распространены также такие промыслы, как бортничество, смолокурение и мочальное производство. Одним из основных центров торговли изделиями мочального производства в XIX веке было с. Коротни. К нему в 1839 году из разных населённых пунктов уезда было доставлено до 700 тыс. кулей и около 120 тыс. циновок. Население занималось также хмелеводством, рыболовством, садоводством. Яблоки служили предметом торговли в Козьмодемьянске. Но наиболее выгодным считался сбыт урожая с дерева приезжим скупщикам, обычно татарам, поставлявшим крупные партии яблок на рынки Казани и Нижнего Новгорода. Более заметной была роль горных марийцев в кустарных деревообделочных промыслах (гнутьё полозьев, ободьев, выделка досок для бочек и т. д.). Особенно выделялись горномарийские мастера изготовлением различной плетёной и гнутой черёмуховой мебели.
Нагорная сторона Козьмодемьянского уезда была перерезана в различных направлениях достаточно доступными для глубинных волостей сухопутными коммуникациями, с выходом их далеко за пределы местного края. Это был, прежде всего, важнейший Московский почтовый тракт между городами Козьмодемьянском и Ядрином (от первого — в 23 верстах к югу, от второго — в 42 верстах к северу), проходивший с востока на запад, пронизывая наиболее населённые волости — Виловатовражскую, Большеюнгинскую, Кулаковскую и др. Линию Московского тракта пересекал Козьмодемьянско-Ядринский почтовый тракт, шедший с севера на юг.
С середины XIX века начались работы по лесоустройству. В Козьмодемьянском уезде было организовано два лесничества: одно на правобережье, второе — на левобережье.
Большое значение имели заготовка леса и сплав его вниз по Волге. Изобилие лесных дач и удобные водные пути во второй половине XIX в. привели к развитию лесопромышленности. Продажа леса проводилась во время лесной ярмарки в г. Козьмодемьянске, считающейся второй по величине в России после Архангельской.
К исходу XIX века в населённых пунктах Горной стороны утвердилась уличная застройка деревень.
История преобразований района

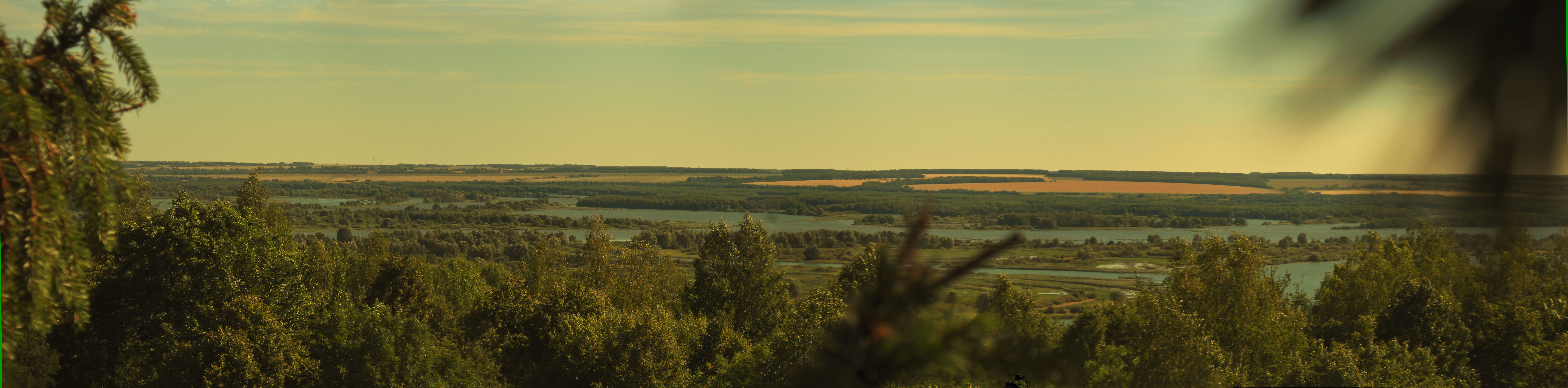
Панорама Ӓвӓсир. Новая Слобода (Марий Эл)

По административному делению Козьмодемьянский уезд до 1920 года входил в состав Казанской губернии. 18 июня 1920 года Козьмодемьянский уезд в составе других был включён в состав Нижегородской губернии, в которой и находился вплоть до образования МАО.
15 января 1921 года, при образовании Марийской автономной области, в её составе были образованы три кантона, в том числе и Козьмодемьянский с центром в г. Козьмодемьянске (кантоном назван Козьмодемьянский уезд Нижегородской губернии).
В течение 1920-х годов ряд деревень Санчурского и Шарангского районов Вятской губернии также были переданы в состав Козьмодемьянского кантона МАО.
10 октября 1931 года из Козьмодемьянского и Юринского кантонов образован Горномарийский национальный район. В его состав из Вятской губернии была передана большая группа населённых пунктов — Большое и Малое Кибеево, Большой и Малый Пинеж, Большой и Малый Ломбенур, Мари-Килемары, Большой и Малый Шудугуж, Нежнур, Васени, Коктуш, Кичма, Большой и Малый Абанур, Мусь и др.
19 января 1936 года Горномарийский район был разукрупнён на три района: Еласовский, Юринский и Козьмодемьянский.
Конституция МАССР 1936 года определила территорию республики в составе 16 районов, в том числе и Горномарийского.
26 августа 1939 года из Горномарийского района была выделена северная часть заволжской стороны с центром в с. Килемары.
В 1950 году произошло значительное укрупнение хозяйств, в результате чего в районе был организован ряд крупных колхозов.
В середине 1950-х годов в Горномарийском районе организовано радиовещание на горномарийском наречии. В этот же период труженики района выступили инициаторами строительства за счёт колхозов учреждений культуры (клубов, библиотек, стадионов). Почин подхватили другие районы.
11 марта 1959 года к Горномарийскому району был присоединён Еласовский район.
В середине 1960-х годов в г. Козьмодемьянске построены завод «Потенциал» и молочный завод, в 1970-е годы пущена в эксплуатацию швейная фабрика.

## Население
Горномарийский район является единственным районом республики, в котором отсутствует городское население.
| 1939    | 1959    | 1970    | 1979    | 1989    | 2002    | 2005    | 2009    |
| ------- | ------- | ------- | ------- | ------- | ------- | ------- | ------- |
| 55 889  | ↗79 918 | ↗99 399 | ↘68 476 | ↘32 949 | ↘29 203 | ↘28 400 | ↘26 472 |
| 2010    | 2011    | 2012    | 2013    | 2014    | 2015    | 2016    | 2017    |
| ↘25 869 | ↘25 669 | ↘24 754 | ↘23 997 | ↘23 553 | ↘23 027 | ↘22 610 | ↘22 121 |
| 2018    | 2019    | 2020    | 2021    | 2023    |         |         |         |
| ↘21 742 | ↘21 224 | ↘20 815 | ↘20 308 | ↘19 891 |         |         |         |

Национальный состав
Национальный состав населения Горномарийского района согласно Всероссийской переписи населения 2010 года. По данным переписи в районе встречаются представители 31 национальности.
| № |                           | Население чел. (2010) | % от всего | % от указав- ших нацио- наль- ность |
| - | ------------------------- | --------------------- | ---------- | ----------------------------------- |
|   | всего                     | 25 869                | 100,00 %   |                                     |
| 1 | Марийцы                   | 22 192                | 85,79 %    | 87,35 %                             |
|   | горные марийцы            | 21 190                | 81,91 %    | 83,41 %                             |
|   | лугово-восточные марийцы  | 99                    | 0,38 %     | 0,39 %                              |
| 2 | Русские                   | 2870                  | 11,09 %    | 11,30 %                             |
| 3 | Чуваши                    | 165                   | 0,64 %     | 0,65 %                              |
| 4 | Татары                    | 44                    | 0,17 %     | 0,17 %                              |
| 5 | Украинцы                  | 31                    | 0,12 %     | 0,12 %                              |
| 6 | Азербайджанцы             | 14                    | 0,05 %     | 0,06 %                              |
| 6 | Грузины                   | 14                    | 0,05 %     | 0,06 %                              |
| 8 | Узбеки                    | 11                    | 0,04 %     | 0,04 %                              |
|   | другие                    | 65                    | 0,25 %     | 0,26 %                              |
|   | указали национальность    | 25 406                | 98,21 %    | 100,00 %                            |
|   | не указали национальность | 463                   | 1,79 %     |                                     |

По итогам переписи населения 2020 года проживали следующие национальности (национальности менее 0,1 % и другое см. в сноске к строке «Другие»):
| Национальность           | Численность, чел. | Доля     |
| ------------------------ | ----------------- | -------- |
| Марийцы                  | 17 628            | 86,80 %  |
| Горные марийцы           | 13 171            | 64,86 %  |
| Русские                  | 2208              | 10,87 %  |
| Чуваши                   | 104               | 0,51 %   |
| Лугово-восточные марийцы | 37                | 0,18 %   |
| Татары                   | 26                | 0,13 %   |
| Другие                   | 342               | 1,68 %   |
| Итого                    | 20 308            | 100,00 % |

## Административное деление

Административное деление Горномарийского района

В Горномарийский район как административно-территориальную единицу входят 10 сельских округов. Сельские округа одноимённы образованным в их границах сельским поселениям.
В Горномарийский муниципальный район входят 10 муниципальных образований со статусом сельских поселений.
| №  | Муниципальное образование            | Админ. центр        | Количество населённых пунктов | Население | Площадь (км²) |
| -- | ------------------------------------ | ------------------- | ----------------------------- | --------- | ------------- |
| 1  | Виловатовское сельское поселение     | село Виловатово     | 37                            | ↘3990     | 93.07         |
| 2  | Еласовское сельское поселение        | село Еласы          | 32                            | ↘2538     | 97.60         |
| 3  | Емешевское сельское поселение        | село Емешево        | 17                            | ↘1330     | 72.20         |
| 4  | Красноволжское сельское поселение    | село Кулаково       | 18                            | ↘1852     | 45.69         |
| 5  | Кузнецовское сельское поселение      | село Кузнецово      | 21                            | ↘1783     | 55.64         |
| 6  | Микряковское сельское поселение      | село Микряково      | 30                            | ↘2117     | 73.67         |
| 7  | Озеркинское сельское поселение       | деревня Озерки      | 10                            | ↘1594     | 921.69        |
| 8  | Пайгусовское сельское поселение      | село Пайгусово      | 38                            | ↘2097     | 106.09        |
| 9  | Троицко-Посадское сельское поселение | село Троицкий Посад | 16                            | ↘1369     | 42.00         |
| 10 | Усолинское сельское поселение        | село Усола          | 15                            | ↘1221     | 27.18         |

## Населённые пункты
| №   | Населённый пункт    | Тип     | Население | Муниципальное образование            |
| --- | ------------------- | ------- | --------- | ------------------------------------ |
| 1   | Аксаево             | село    | ↗129      | Троицко-Посадское сельское поселение |
| 2   | Актушево            | деревня | →112      | Пайгусовское сельское поселение      |
| 3   | Алатаево            | деревня | ↗87       | Пайгусовское сельское поселение      |
| 4   | Алгаскино           | деревня | ↘27       | Микряковское сельское поселение      |
| 5   | Алдеево             | деревня | ↘43       | Виловатовское сельское поселение     |
| 6   | Алёхино             | деревня | ↘11       | Еласовское сельское поселение        |
| 7   | Алёшкино            | деревня | ↗145      | Красноволжское сельское поселение    |
| 8   | Алманово            | деревня | ↗81       | Пайгусовское сельское поселение      |
| 9   | Амануры             | деревня | ↘70       | Еласовское сельское поселение        |
| 10  | Апаево              | деревня | ↘123      | Озеркинское сельское поселение       |
| 11  | Апшак-Пеляк         | деревня | ↗140      | Кузнецовское сельское поселение      |
| 12  | Аргаево             | деревня | ↘58       | Виловатовское сельское поселение     |
| 13  | Артюшкино           | деревня | ↘61       | Виловатовское сельское поселение     |
| 14  | Атеево              | деревня | ↘107      | Микряковское сельское поселение      |
| 15  | Атюлово             | деревня | ↗53       | Пайгусовское сельское поселение      |
| 16  | Атюловский          | деревня | ↘8        | Пайгусовское сельское поселение      |
| 17  | Афонькино           | деревня | ↘27       | Виловатовское сельское поселение     |
| 18  | Ахперка             | деревня | ↗27       | Озеркинское сельское поселение       |
| 19  | Барковка            | деревня | ↗81       | Микряковское сельское поселение      |
| 20  | Березово            | деревня | ↘80       | Микряковское сельское поселение      |
| 21  | Березово            | деревня | ↗70       | Пайгусовское сельское поселение      |
| 22  | Березово-Шимбатрово | деревня | ↘70       | Микряковское сельское поселение      |
| 23  | Болониха            | деревня | ↗57       | Красноволжское сельское поселение    |
| 24  | Большой Серманангер | деревня | ↗150      | Кузнецовское сельское поселение      |
| 25  | Важнангер           | деревня | ↘94       | Виловатовское сельское поселение     |
| 26  | Ванюково            | деревня | ↗40       | Красноволжское сельское поселение    |
| 27  | Верашангер          | деревня | ↘139      | Еласовское сельское поселение        |
| 28  | Вержуково           | деревня | ↗88       | Емешевское сельское поселение        |
| 29  | Верхнее Акчерино    | деревня | ↗71       | Пайгусовское сельское поселение      |
| 30  | Верхние Шелаболки   | деревня | ↘129      | Красноволжское сельское поселение    |
| 31  | Виловатово          | село    | ↗1360     | Виловатовское сельское поселение     |
| 32  | Владимирское        | село    | ↘30       | Красноволжское сельское поселение    |
| 33  | Волна               | деревня | ↘15       | Красноволжское сельское поселение    |
| 34  | Высоково            | деревня | ↗32       | Троицко-Посадское сельское поселение |
| 35  | Вякшлап             | деревня | ↘6        | Кузнецовское сельское поселение      |
| 36  | Гаврениха           | деревня | ↘22       | Красноволжское сельское поселение    |
| 37  | Данилиха            | деревня | ↘14       | Троицко-Посадское сельское поселение |
| 38  | Дворики             | деревня | →1        | Микряковское сельское поселение      |
| 39  | Еласы               | село    | ↘536      | Еласовское сельское поселение        |
| 40  | Елубкино            | деревня | →38       | Троицко-Посадское сельское поселение |
| 41  | Ельниково           | деревня | ↗87       | Виловатовское сельское поселение     |
| 42  | Емангаши            | село    | ↘421      | Микряковское сельское поселение      |
| 43  | Емелево             | село    | ↘242      | Еласовское сельское поселение        |
| 44  | Емешево             | село    | ↘257      | Емешевское сельское поселение        |
| 45  | Еникеево            | деревня | ↘281      | Озеркинское сельское поселение       |
| 46  | Ермаково            | деревня | ↘28       | Виловатовское сельское поселение     |
| 47  | Замятино            | деревня | →58       | Красноволжское сельское поселение    |
| 48  | Заовражные Пертнуры | деревня | ↘71       | Емешевское сельское поселение        |
| 49  | Заовражные Юлъялы   | деревня | ↗138      | Кузнецовское сельское поселение      |
| 50  | Запольные Пертнуры  | деревня | ↘144      | Емешевское сельское поселение        |
| 51  | Игнашкино           | деревня | ↘20       | Озеркинское сельское поселение       |
| 52  | Изикино             | деревня | ↗43       | Еласовское сельское поселение        |
| 53  | Илдаркино           | деревня | ↘38       | Пайгусовское сельское поселение      |
| 54  | Исюткино            | деревня | ↗65       | Пайгусовское сельское поселение      |
| 55  | Кадышево            | деревня | ↗77       | Красноволжское сельское поселение    |
| 56  | Камакануры          | деревня | ↗15       | Еласовское сельское поселение        |
| 57  | Каранькино          | деревня | ↘17       | Пайгусовское сельское поселение      |
| 58  | Картуково           | село    | ↗102      | Еласовское сельское поселение        |
| 59  | Климкино            | деревня | ↘65       | Еласовское сельское поселение        |
| 60  | Ключево             | деревня | ↗185      | Усолинское сельское поселение        |
| 61  | Когаркино           | деревня | ↗137      | Красноволжское сельское поселение    |
| 62  | Кожважи             | село    | ↘185      | Виловатовское сельское поселение     |
| 63  | Кожланангер         | деревня | ↘78       | Кузнецовское сельское поселение      |
| 64  | Колумбаево          | деревня | ↗86       | Усолинское сельское поселение        |
| 65  | Копань              | деревня | ↗87       | Емешевское сельское поселение        |
| 66  | Копонангер          | деревня | ↗31       | Усолинское сельское поселение        |
| 67  | Коптяково           | деревня | ↘119      | Троицко-Посадское сельское поселение |
| 68  | Коротни             | село    | →0        | Озеркинское сельское поселение       |
| 69  | Корчаково           | деревня | →70       | Виловатовское сельское поселение     |
| 70  | Крайние Шешмары     | деревня | ↗175      | Микряковское сельское поселение      |
| 71  | Красная Горка       | деревня | ↗69       | Емешевское сельское поселение        |
| 72  | Красная Горка       | деревня | ↗109      | Кузнецовское сельское поселение      |
| 73  | Красногорка         | село    | ↘141      | Красноволжское сельское поселение    |
| 74  | Красное Иваново     | деревня | ↘9        | Озеркинское сельское поселение       |
| 75  | Красное Селище      | деревня | ↘38       | Пайгусовское сельское поселение      |
| 76  | Красный Май         | выселок | ↘19       | Пайгусовское сельское поселение      |
| 77  | Кузнецово           | село    | ↗330      | Кузнецовское сельское поселение      |
| 78  | Кукшилиды           | деревня | ↗71       | Кузнецовское сельское поселение      |
| 79  | Кулаково            | село    | ↗580      | Красноволжское сельское поселение    |
| 80  | Куликалы Вторые     | деревня | ↘39       | Еласовское сельское поселение        |
| 81  | Куликалы Первые     | деревня | ↘98       | Еласовское сельское поселение        |
| 82  | Куликалы Третьи     | деревня | ↘44       | Еласовское сельское поселение        |
| 83  | Лавранангер         | деревня | →54       | Троицко-Посадское сельское поселение |
| 84  | Лапкино             | деревня | ↗171      | Красноволжское сельское поселение    |
| 85  | Ленинский           | выселок | ↗36       | Пайгусовское сельское поселение      |
| 86  | Лепеткино           | деревня | ↗78       | Виловатовское сельское поселение     |
| 87  | Лидывуй             | деревня | →23       | Усолинское сельское поселение        |
| 88  | Лицкнуры            | деревня | ↘27       | Виловатовское сельское поселение     |
| 89  | Лузино              | деревня | ↘3        | Еласовское сельское поселение        |
| 90  | Луково              | деревня | ↘58       | Емешевское сельское поселение        |
| 91  | Луначарка           | деревня | ↗30       | Еласовское сельское поселение        |
| 92  | Майский             | выселок | ↘13       | Виловатовское сельское поселение     |
| 93  | Макаркино           | деревня | ↗172      | Пайгусовское сельское поселение      |
| 94  | Макарово            | деревня | ↗63       | Виловатовское сельское поселение     |
| 95  | Малая Юнга          | деревня | →11       | Троицко-Посадское сельское поселение |
| 96  | Малиновка Вторая    | деревня | ↗29       | Микряковское сельское поселение      |
| 97  | Малиновка Первая    | деревня | ↘71       | Микряковское сельское поселение      |
| 98  | Малые Еласы         | деревня | ↗410      | Еласовское сельское поселение        |
| 99  | Малый Серманангер   | деревня | ↘96       | Виловатовское сельское поселение     |
| 100 | Мартышкино          | деревня | ↘78       | Усолинское сельское поселение        |
| 101 | Мидяково            | деревня | ↘43       | Усолинское сельское поселение        |
| 102 | Мидяшкино           | деревня | ↗63       | Пайгусовское сельское поселение      |
| 103 | Микряково           | село    | ↗449      | Микряковское сельское поселение      |
| 104 | Микушкино           | деревня | ↗7        | Пайгусовское сельское поселение      |
| 105 | Миняшкино           | деревня | ↘72       | Еласовское сельское поселение        |
| 106 | Митряево            | деревня | ↗140      | Микряковское сельское поселение      |
| 107 | Михаткино           | деревня | ↗167      | Виловатовское сельское поселение     |
| 108 | Мичакнуры           | деревня | →57       | Усолинское сельское поселение        |
| 109 | Мишкино             | деревня | ↘51       | Усолинское сельское поселение        |
| 110 | Мороскино           | деревня | ↘176      | Микряковское сельское поселение      |
| 111 | Мумариха            | деревня | ↘304      | Троицко-Посадское сельское поселение |
| 112 | Мурзанаево          | деревня | ↘96       | Еласовское сельское поселение        |
| 113 | Мямикеево           | деревня | ↘50       | Еласовское сельское поселение        |
| 114 | Мятиково            | деревня | ↗35       | Пайгусовское сельское поселение      |
| 115 | Наумово             | деревня | ↗95       | Кузнецовское сельское поселение      |
| 116 | Немцево             | деревня | ↘90       | Виловатовское сельское поселение     |
| 117 | Нижнее Сарлайкино   | деревня | ↘161      | Виловатовское сельское поселение     |
| 118 | Нижние Шелаболки    | деревня | ↘197      | Красноволжское сельское поселение    |
| 119 | Никишкино           | деревня | ↗30       | Кузнецовское сельское поселение      |
| 120 | Новая               | деревня | ↘72       | Еласовское сельское поселение        |
| 121 | Новая               | деревня | ↗47       | Троицко-Посадское сельское поселение |
| 122 | Новая Слобода       | деревня | ↗144      | Пайгусовское сельское поселение      |
| 123 | Новые Тарашнуры     | деревня | ↘71       | Еласовское сельское поселение        |
| 124 | Новый               | посёлок | ↗139      | Виловатовское сельское поселение     |
| 125 | Носелы              | деревня | ↗284      | Усолинское сельское поселение        |
| 126 | Нуженалы            | деревня | ↗72       | Еласовское сельское поселение        |
| 127 | Озерки              | деревня | ↘1804     | Озеркинское сельское поселение       |
| 128 | Озянкино            | деревня | ↗56       | Микряковское сельское поселение      |
| 129 | Октябрьский         | выселок | →0        | Виловатовское сельское поселение     |
| 130 | Октябрьский         | посёлок | ↘332      | Красноволжское сельское поселение    |
| 131 | Осипкино            | деревня | ↘31       | Виловатовское сельское поселение     |
| 132 | Пайгусово           | село    | ↗355      | Пайгусовское сельское поселение      |
| 133 | Пактаево            | деревня | ↘17       | Пайгусовское сельское поселение      |
| 134 | Пальтикино          | деревня | ↗47       | Емешевское сельское поселение        |
| 135 | Панькино            | деревня | ↘164      | Емешевское сельское поселение        |
| 136 | Парастаево          | деревня | ↘80       | Емешевское сельское поселение        |
| 137 | Паратмары           | село    | ↘92       | Виловатовское сельское поселение     |
| 138 | Паратмары-Юванькино | деревня | ↘104      | Виловатовское сельское поселение     |
| 139 | Паулкино            | деревня | ↗71       | Кузнецовское сельское поселение      |
| 140 | Пепкино             | деревня | ↗63       | Еласовское сельское поселение        |
| 141 | Пернянгаши          | деревня | ↗245      | Пайгусовское сельское поселение      |
| 142 | Пернянгаши          | деревня | ↗123      | Троицко-Посадское сельское поселение |
| 143 | Пертнуры            | село    | ↘102      | Емешевское сельское поселение        |
| 144 | Пертюково           | деревня | ↗152      | Еласовское сельское поселение        |
| 145 | Петухово            | деревня | ↘103      | Микряковское сельское поселение      |
| 146 | Пикузино            | деревня | ↘113      | Усолинское сельское поселение        |
| 147 | Пичужкино           | деревня | ↗41       | Виловатовское сельское поселение     |
| 148 | Покан-Юванькино     | деревня | ↘176      | Виловатовское сельское поселение     |
| 149 | Покровское          | село    | ↗51       | Троицко-Посадское сельское поселение |
| 150 | Порандайкино        | деревня | ↗48       | Пайгусовское сельское поселение      |
| 151 | Потереево           | деревня | ↘106      | Троицко-Посадское сельское поселение |
| 152 | Пятилиповка         | деревня | ↗94       | Пайгусовское сельское поселение      |
| 153 | Работник            | деревня | →13       | Озеркинское сельское поселение       |
| 154 | Революция           | выселок | ↗152      | Пайгусовское сельское поселение      |
| 155 | Родюково            | деревня | →9        | Усолинское сельское поселение        |
| 156 | Рябиновка           | деревня | ↘38       | Микряковское сельское поселение      |
| 157 | Салмандаево         | деревня | ↗152      | Пайгусовское сельское поселение      |
| 158 | Сануково            | деревня | →58       | Еласовское сельское поселение        |
| 159 | Сарамбаево          | деревня | ↗113      | Красноволжское сельское поселение    |
| 160 | Сараново            | деревня | ↘101      | Кузнецовское сельское поселение      |
| 161 | Сарапаево           | деревня | →107      | Емешевское сельское поселение        |
| 162 | Саратеево           | деревня | ↘121      | Усолинское сельское поселение        |
| 163 | Сарлатово           | деревня | ↗126      | Микряковское сельское поселение      |
| 164 | Сарманкино          | деревня | ↗67       | Троицко-Посадское сельское поселение |
| 165 | Сауткино            | деревня | ↗77       | Кузнецовское сельское поселение      |
| 166 | Сачиково            | деревня | ↘146      | Виловатовское сельское поселение     |
| 167 | Сидуково            | деревня | ↗75       | Еласовское сельское поселение        |
| 168 | Сидулино            | деревня | ↘53       | Пайгусовское сельское поселение      |
| 169 | Симулино            | деревня | ↘26       | Микряковское сельское поселение      |
| 170 | Сиухино             | деревня | ↗281      | Троицко-Посадское сельское поселение |
| 171 | Сосновка            | деревня | ↘164      | Микряковское сельское поселение      |
| 172 | Средний Околодок    | деревня | ↘63       | Микряковское сельское поселение      |
| 173 | Старое Правление    | деревня | ↘101      | Микряковское сельское поселение      |
| 174 | Старые Тарашнуры    | деревня | ↘127      | Еласовское сельское поселение        |
| 175 | Студеная Колода     | деревня | ↗65       | Пайгусовское сельское поселение      |
| 176 | Сумки               | село    | →2        | Емешевское сельское поселение        |
| 177 | Тамарайкино         | деревня | ↘64       | Красноволжское сельское поселение    |
| 178 | Тебяково            | деревня | ↗24       | Емешевское сельское поселение        |
| 179 | Тегаево             | деревня | ↗21       | Пайгусовское сельское поселение      |
| 180 | Тепаево             | деревня | ↘38       | Виловатовское сельское поселение     |
| 181 | Тетяново            | деревня | ↗84       | Виловатовское сельское поселение     |
| 182 | Тимоково            | деревня | →24       | Микряковское сельское поселение      |
| 183 | Токари              | деревня | ↗151      | Кузнецовское сельское поселение      |
| 184 | Томилкино           | деревня | ↗48       | Кузнецовское сельское поселение      |
| 185 | Три Рутки           | посёлок | ↘171      | Озеркинское сельское поселение       |
| 186 | Троицкий Посад      | село    | ↘550      | Троицко-Посадское сельское поселение |
| 187 | Тушево              | деревня | ↘57       | Пайгусовское сельское поселение      |
| 188 | Тушналы             | деревня | ↘109      | Виловатовское сельское поселение     |
| 189 | Тюмакаево           | деревня | ↘33       | Кузнецовское сельское поселение      |
| 190 | Тюманово            | деревня | ↗61       | Кузнецовское сельское поселение      |
| 191 | Усола               | село    | ↗275      | Усолинское сельское поселение        |
| 192 | Федоткино           | деревня | ↗51       | Пайгусовское сельское поселение      |
| 193 | Цыганово            | деревня | ↗147      | Пайгусовское сельское поселение      |
| 194 | Цыгановский         | выселок | ↘43       | Пайгусовское сельское поселение      |
| 195 | Чаломкино           | деревня | ↗69       | Еласовское сельское поселение        |
| 196 | Чекеево             | деревня | ↘164      | Троицко-Посадское сельское поселение |
| 197 | Черёмухово          | деревня | →21       | Микряковское сельское поселение      |
| 198 | Чермышево Второе    | деревня | ↗74       | Еласовское сельское поселение        |
| 199 | Чермышево Первое    | деревня | ↘154      | Еласовское сельское поселение        |
| 200 | Четаево             | деревня | →14       | Пайгусовское сельское поселение      |
| 201 | Четнаево            | деревня | ↘221      | Красноволжское сельское поселение    |
| 202 | Чувакино            | деревня | ↗87       | Микряковское сельское поселение      |
| 203 | Шапкилей            | деревня | ↘87       | Виловатовское сельское поселение     |
| 204 | Шартнейка           | деревня | ↘20       | Виловатовское сельское поселение     |
| 205 | Шары                | посёлок | ↘7        | Озеркинское сельское поселение       |
| 206 | Шекмино Второе      | деревня | ↘62       | Микряковское сельское поселение      |
| 207 | Шекмино Первое      | деревня | ↗130      | Микряковское сельское поселение      |
| 208 | Шекмино Третье      | деревня | →19       | Микряковское сельское поселение      |
| 209 | Шерекей             | деревня | ↗136      | Кузнецовское сельское поселение      |
| 210 | Шимваж              | деревня | ↗25       | Пайгусовское сельское поселение      |
| 211 | Шиндыръялы          | деревня | ↘345      | Виловатовское сельское поселение     |
| 212 | Ширгиялы            | деревня | ↗64       | Виловатовское сельское поселение     |
| 213 | Шунангер            | деревня | ↗134      | Кузнецовское сельское поселение      |
| 214 | Шуркушерга          | деревня | ↗23       | Пайгусовское сельское поселение      |
| 215 | Эпаево              | деревня | ↗13       | Емешевское сельское поселение        |
| 216 | Эсяново             | деревня | ↘81       | Виловатовское сельское поселение     |
| 217 | Эсяново             | деревня | ↗197      | Усолинское сельское поселение        |
| 218 | Этвайнуры           | деревня | ↗144      | Пайгусовское сельское поселение      |
| 219 | Эшманайкино         | деревня | →109      | Усолинское сельское поселение        |
| 220 | Юлъялы              | село    | ↗143      | Кузнецовское сельское поселение      |
| 221 | Юнго-Кушерга        | деревня | ↘218      | Еласовское сельское поселение        |
| 222 | Юнготы              | деревня | ↘102      | Еласовское сельское поселение        |
| 223 | Якнуры              | деревня | →177      | Еласовское сельское поселение        |
| 224 | Яктансола           | деревня | →91       | Микряковское сельское поселение      |
| 225 | Яматайкино          | деревня | ↘36       | Пайгусовское сельское поселение      |
| 226 | Ямолино             | деревня | ↘274      | Емешевское сельское поселение        |
| 227 | Янгосово            | деревня | ↘65       | Виловатовское сельское поселение     |
| 228 | Яндушево            | деревня | ↘78       | Виловатовское сельское поселение     |
| 229 | Яниково             | деревня | ↘120      | Виловатовское сельское поселение     |
| 230 | Янькино             | деревня | ↘135      | Емешевское сельское поселение        |
| 231 | Ятыково             | деревня | ↗47       | Микряковское сельское поселение      |
| 232 | Яшмолкино           | деревня | ↘111      | Микряковское сельское поселение      |
| 233 | Яшпатрово           | деревня | ↗117      | Кузнецовское сельское поселение      |
| 234 | Яштуга              | деревня | ↗150      | Пайгусовское сельское поселение      |

### Упразднённые населённые пункты
- 2014 году деревеня Нижнее Акчерино вошла в состав деревни Верхнее Акчерино[44].

- В 2023 году деревня Тодымваж вошла в состав деревни Запольные Пертнуры[45].
- В 2024 году деревня Шактенваж включена в состав села Кожважи, деревня Этюково в состав деревни Наумово, деревня Писералы в состав села Еласы[46].
- В 2025 году деревни Карманеры и Лидывуй включены в состав деревни Алатаево[47], деревня Малое Микряково в состав деревни Луково[48].

## Экономика
Промышленность

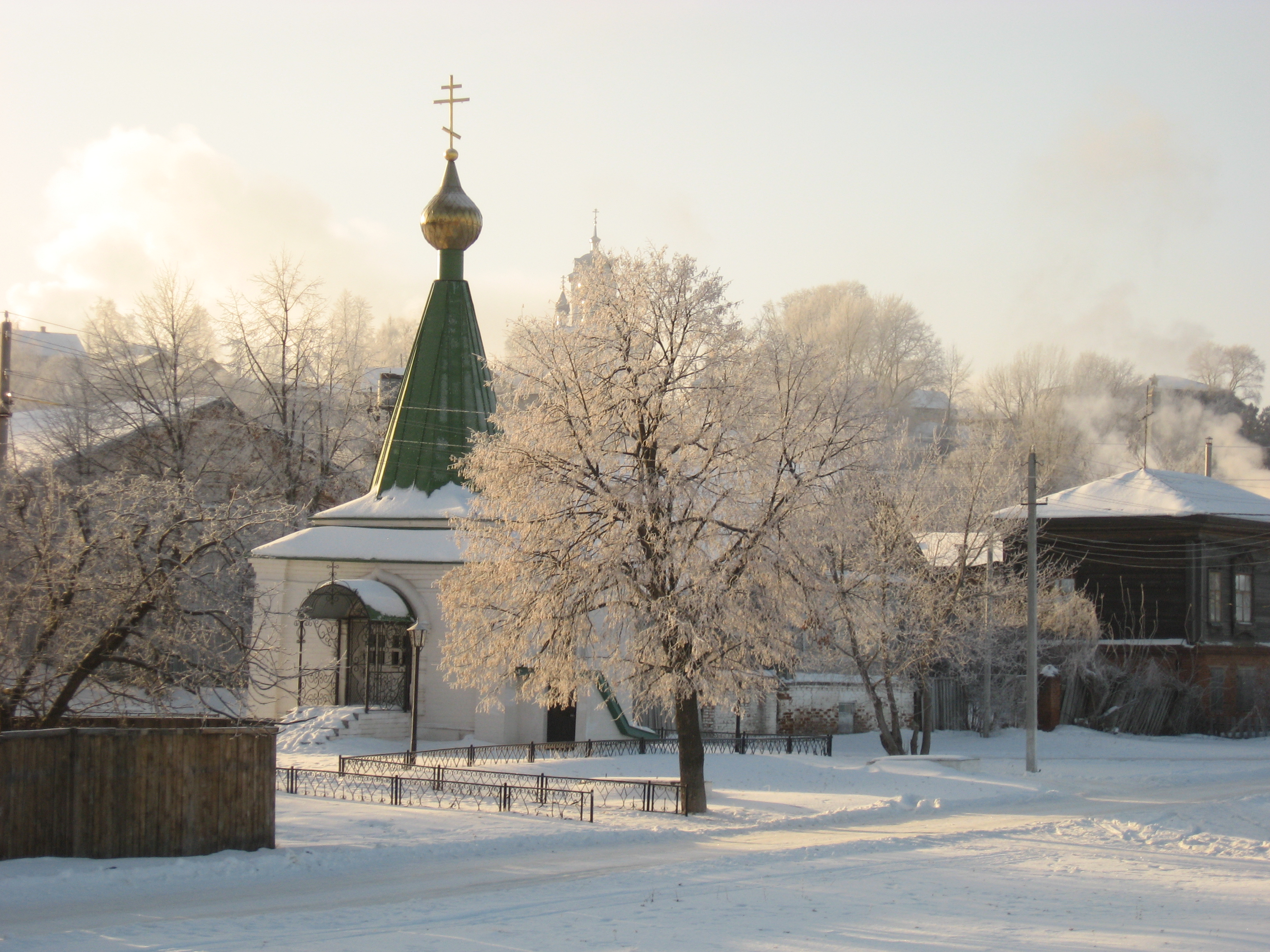
Стрелецкая часовня г. Козьмодемьянска

Промышленность района представлена наиболее динамично развивающимися предприятиями — ОАО «Козьмодемьянский маслозавод», Озеркинское ЛПП, ОАО «Горномарийский мясокомбинат», ОАО «Горномарийское РТП».
Сельское хозяйство
Сельскохозяйственная отрасль была представлена 16 предприятиями, в том числе СПК племзавод им. Мосолова, СПК «Кузнецовский», СПК «Маяк», СКПД «Горномарийское». В районе имелось 567 крестьянских хозяйств.
Транспорт
Речные «ворота» республики — ОАО «Порт Козьмодемьянск». Это единственное предприятие в Республике Марий Эл, осуществляющее перевозку пассажиров и грузов по рекам Волга и Ветлуга.

## Культура и образование
Горномарийский язык имеет статус государственного в Республике Марий Эл. Первые литературные произведения на данном языке написаны в конце XVIII века. Эти первые литературные труды были написаны учениками духовных православных школ, выходцами из горных мари, обучающихся в Казани и Нижнем Новгороде. Одно из стихотворений, написанных в 1767 году, сохранилось до сих пор. Оно посвящено поездке Екатерины II в Казань и написано в стиле хвалебной оды. В 1821 году в Петербурге на горномарийском языке вышло первое Евангелие.
Первая грамматика горномарийского языка вышла в 1844 году в Финляндии. Её автором является Матиас Алексантери Кастре́н (1813—1852). Эта грамматика написана на латинском языке. В XIX веке на горномарийской языке выпущены ряд букварей и церковные книги. Самым значительным букварём признан Букварь господина Кедрова (1867). В 1866 году в Лондоне выпущено Евангелие от Матвея на горномарийском языке, по словарю, составленному эстонским исследователем Видеманном. В 2006 году в литературных кругах Марий Эл и Эстонии был отмечен 140-летний юбилей этой книги.
Литература

## Социальная сфера
В 2001 году в районе действовали 43 общеобразовательные школы, в том числе 13 средних, 14 ДДУ, 4 учреждения здравоохранения, 37 домов культуры и клубных учреждений, 31 библиотека, 3 музыкальные школы.
По состоянию на 2019 год в Горномарийском районе издаётся три газеты — «Край горномарийский», «Жерӓ» и «Йӓмдӹ Ли», издаваемые МАУ «Редакция газет „Край горномарийский“ и „Жерӓ“» МО «Горномарийский муниципальный район». Общественно-политическая газета «Край горномарийский» выходит один раз в неделю на русском языке. Общественно-политическая газета «Жерӓ» и детская газета «Йӓмдӹ Ли» выходят один раз в неделю на национальном языке — горномарийском.

## Известные люди
- А. В. Григорьев. Родился в 1891 г. в с. Пертнуры Горномарийского района. Учился в Казани, а затем в Москве. В 1918 г. выступил инициатором создания в г. Козьмодемьянске музея с картинной галереей. В 1922 г. стал одним из учредителей ассоциации художников революционной России, позднее стал её председателем. В 1926 г. возглавил делегацию советских писателей к Илье Репину в Пенаты[~ 4]. В 1938 г. Григорьев был репрессирован. Вернулся из ссылки в 1946 г., окончательно реабилитирован в 1954 г. Похоронен в Москве на Новодевичьем кладбище. Имя Григорьева носит Козьмодемьянский музей.
- П. Ф. Бычков. Более 30 лет, с 1879 по 1912 гг., был городским головой г. Козьмодемьянска. Депутат Госдумы IV созыва. Принадлежал к купеческому сословию. Владел пивоваренным и кирпичным заводами, водяной мельницей, сетью питейных заведений в Козьмодемьянском уезде. Меценат, выделял большие суммы из личных сбережений на благоустройство города. Отличался широкой благотворительной деятельностью.
- Н. В. Игнатьев. Родился в 1895 г. в д. Чаломкино Горномарийского района. С 1918 г. — красноармеец на Южном фронте. Работал в редакции газеты «Марийская деревня», редактировал литературный журнал «У сем», издававшийся в Козьмодемьянске. Член Союза писателей СССР (1934). Как делегат от Марийской организации участвовал в работе Первого Всесоюзного съезда советских писателей. Наиболее плодотворно его творчество развивалось в 1930-е гг. В этот период написаны романы «Стальной ветер», «Савик» — первый сатирический роман в марийской литературе, «Родина», повести «Дочь комсомола» и «Старое умирает». В 1932 г. им издан отдельной книгой публицистический очерк «Мастера-кожевники». Произведения Н. В. Игнатьева стали первыми художественными книгами на горном наречии марийского языка.
- З. Ф. Лаврентьев. Родился в 1933 г. в д. Эсяново Горномарийского района. В 1958 г. окончил Чебоксарское художественное училище. Учился в Ленинградском институте живописи, скульптуры и архитектуры им. И. Е. Репина. Ведущий национальный художник, живописец, график, мастер тематической картины. Член Союза художников (1967).
- Г. Матюковский (Г. И. Матюков). Родился в 1926 г. в д. Куликалы Горномарийского района. Участник Великой Отечественной войны 1941—1945 гг. Работал научным сотрудником МарНИИ, был ответственным секретарём Правления Союза писателей МАССР. С 1953 г. — сотрудник редакции газеты «Марий коммуна», горномарийской районной газеты. Печатается с 1939 г. В годы Великой Отечественной войны 1941—1945 гг. создал цикл стихотворений и поэм, которые впоследствии были объединены в сборник «Победной дорогой». Позднее вышли его сборники «За мир», «Пою я за мир», «Мелодии сердца», «Светлое небо» и др. Автор более 15 сборников поэзии и прозы. Совместно с Й. Осмином и М. Якимовым написал либретто первой марийской оперы «Акпатыр». За сборники стихотворений «Дуб и молния», «Не изменяйте сердцу» присуждена Государственная премия МАССР. Произведения Матюковского переведены на венгерский, белорусский, узбекский, финский и др. языки.
- Пет. Першут (П. Г. Першуткин). Родился в 1909 г. в с. Пайгусово Горномарийского района. С осени 1941 г. находился на фронтах Великой Отечественной войны 1941—1945 гг. В 1943 г. был замучен фашистами в концлагере. Начал писать в сер. 1920-х гг. В нач. 1930-х гг. появились его поэмы «Песня безбожника», «Жизнь бедняка», «Ветер из-за Волги», поэма-сказка «Муравьиная свадьба». Многие произведения написаны в традициях народных сказок, легенд.
- К. Н. Сануков. Родился 5 февраля 1935 г. в д. Носелы Горномарийского района. Доктор исторических наук (1987), профессор. Автор более 500 научных, популярных и публицистических работ, в том числе на английском, немецком, финском, венгерском, эстонском, латышском языках. Автор книг «Товарищ Влас» (1971), «Судьба художника» (1991), «Председатель исполкома» (2000), «Трагедия народа: Книга памяти жертв политических репрессий Республики Марий Эл» (1996—1997), «Из истории Марий Эл: трагедия 30-х годов» (2001) и др., а также очерков о репрессированных деятелях марийской культуры. Организатор и первый председатель Марийской организации общества «Мемориал». В разные годы возглавлял Марийское отделение общества книголюбов, Йошкар-Олинское отделение ВООПИК, Марийский комитет защиты мира. Действительный член Российской Академии гуманитарных наук (1994), заслуженный деятель науки МАССР (1986), заслуженный работник высшей школы России (1998), Почётный гражданин г. Йошкар-Олы (2000).

Герои Советского Союза
- Владимир Фёдорович Криворотов. Родился в 1923 году в Козьмодемьянске. Призван в Красную Армию в сентябре 1941 года. 25 января 1945 года пять самоходных установок, одной из которых командовал младший лейтенант В. Ф. Криворотов, переправились через Одер под артиллерийско-миномётным огнём противника. В боях за расширение плацдарма в течение суток советские танкисты отражали одну атаку за другой, ведя неравный бой против двух батальонов пехоты, 10 танков и 10 бронетранспортёров. Немцы понесли большие потери в живой силе и технике. Приказ командования был выполнен, захваченный плацдарм остался за нашими воинами. В одном из боёв в начале апреля 1945 года в районе реки Ниссы был смертельно ранен. 27 июня 1945 года ему было присвоено звание Героя Советского Союза посмертно[50].
- Феофан Григорьевич Радугин. Родился в 1912 году в деревне Камакануры Горномарийского района. В дни Великой Отечественной войны участвовал в формировании эскадрилий особого назначения, снабжал по воздуху продовольствием и боеприпасами блокированный Ленинград, Севастополь, выполнял боевые задания в Польше и Германии. 23 февраля 1948 года было присвоено звание Героя Советского Союза.

Полные кавалеры ордена Славы
- Степан Алексеевич Катюков. Родился в 1913 году деревне Барковка. Работал в колхозе, был бригадиром. В марте 1942 года был призван в армию, служил сапёром. Был награждён тремя орденами Славы. После войны вернулся на родину. Скончался в 1967 году.

## Археология
Близ деревни Пепкино находится одиночный курган абашевской культурно-исторической общности с тремя погребениями: двумя одиночными и одним центральным коллективным.
В бывшей деревне Ахмылово бывшего Коротнинского с/с на краю надлуговой террасы левого берега реки Волги находился Старший ахмыловский могильник приказанской культуры, существовавший в XI—IX веках до н. э. В 1980—1981 годах это место было полностью затоплено Чебоксарским водохранилищем. Акозинский могильник VI века до н. э. находится в 700 м к востоку от деревни Акозино (Усолинский с/с) на краю подошвы коренной террасы правого берега реки Волги. В настоящее время могильник размыт водами Чебоксарского водохранилища. Всего выявлено 150 захоронений в 110 могилах.

## Комментарии
1. ↑  Цитаты даны в переводе с церковно-славянского на современный русский язык.
2. ↑  Достоверность коего оспаривается в научном сообществе.
3. 1 2  в числе марийцев
4. ↑  На тот момент — в составе Финляндии.